# Natalobatrachus bonebergi
Natalobatrachus bonebergi é uma espécie de anura da família Petropedetidae. É um monotípico dentro do género Natalobatrachus.
É endémica da África do Sul.
Os seus habitats naturais são: florestas temperadas e rios. Está ameaçada por perda de habitat.
Este é um sapo pequeno e médio porte, as fêmeas atingir 37 milímetros e os machos 25 mm de comprimento.

## Distribuição e habitat
Habitat do sapo é restrito a sudeste da África do Sul, onde varia de Reserva Natural Dwesa no Cabo Oriental para a Reserva Natural Oribi Gorge e outras reservas no sul e central província de KwaZulu-Natal [2], só encontrado abaixo de 900 m acima do mar nível. O habitat do sapo é composto por mato e galeria de mato rés-do-litoral: Tiras especialmente arborização ao longo dos rios.

## Reprodução
Acasalamento ocorre em córregos e ovos estão ligados a ramos que pairam sobre a água, em desovas que se parece com fardos de espuma. Após a eclosão, os girinos caem na água onde se desenvolvem mais em pequenas rãs.

## Espécies ameaçadas
Natalobatrachus bonebergi é uma espécie rara e em extinção [3]. Deterioração da água reprodução e poluição de seu habitat impacto negativo sobre a sua sobrevivência. Além disso, grande parte da sua gama abriu caminho para as plantações de cana, florestas e outras formas de cultivo. O sapo não pode sobreviver em áreas abertas, ele precisa de lugares úmidos ao redor dos rios ou áreas costeiras.